# Anelpistus americanus
Anelpistus americanus is een keversoort uit de familie Stenotrachelidae. De wetenschappelijke naam van de soort is voor het eerst geldig gepubliceerd in 1870 door Horn.